# Современное пятиборье на летних Олимпийских играх 1992
Современное пятиборье на летних Олимпийских играх 1992
Дата проведения: 26-29 июля 1992 года.
На старт вышли 66 пятиборцев из 30 стран, они приняли участие в личном первенстве. В борьбе за медали командного турнира соревновались 17 стран.
Самый молодой участник: Вячеслав Духановс  Латвия — (19 лет, 52 дня).
Самый старший участник: Жоэль Бузу  Франция — (36 лет, 271 дней)
После развала Советского Союза на Олимпийские игры приехала Объединённая команда стран СНГ (Содружество Независимых Государств), в которую вошли спортсмены бывших Республик СССР за исключением трех прибалтийских республик — Латвии, Литвы и Эстонии.
Это была последняя Олимпиада, на которой в современном пятиборье разыгрывались медали в командном зачёте. Поляки завоевали 2 золотые медали в командном зачёте и личном первенстве на Олимпийских играх. Кроме этих двух золотых медалей в Барселоне на счету польских пятиборцев за всю историю была лишь 1 олимпийская медаль — золото Януша Пычак-Печака в Монреале 1976 года.
Пятиборцы принесли Польше 2 из 3 золотых наград на барселонской Олимпиаде. Ещё одно золото было на счету дзюдоиста Вальдемара Легеня.

## Объединенная команда (СНГ)
Персональный состав кандидатов в команду СНГ по пятиборью определялся по итогом весенне-летних турниров. Но главным стартом стал Кубок мира-92 в Санкт-Петербурге.
Однако уже первый день Кубка мира принёс сюрпризы. По болезни был снят с соревнований Старостин. На стрельбе из пистолета досадную ошибку допустил Юферов. В первой зачетной серии он послал пули в соседнюю мишень француза Жюля Бузу и с результатом 141 из 200 возможных потерял свои притязания на олимпийский старт.
В результате после соревнований согласно принятой системе отбора список кандидатов в олимпийскую команду выглядел следующим образом:
1. А.Макеев (Россия)
2. А.Смирнов (Беларусь)
3. Э.Зеновка (Россия)
4. Д.Сватковский (Россия)- чемпион мира среди юниоров
5. А.Старостин (Россия)
6. Г.Юферов (Россия).
Право на олимпийский старт имела лишь первая четвёрка. Понимая, что участие в Олимпиаде — ответственный экзамен, к которому нельзя подходить формально, специалисты решили более основательно рассмотреть этот вопрос. Обсуждение персоналий было бурным и сопровождалось эмоциональными всплесками, взаимными упреками и претензиями. В результате достигнутого компромисса тренерский совет утвердил следующий состав команды: Зеновка, Старостин, Сватковский и победитель турнира в Санкт-Петербурге Смирнов. Стартовая тройка определялась на месте соревнований.
Накануне старта главный тренер Лев Матюшенко запасным в команде назвал Смирнова, чем вызвал недовольство представителей Беларуси. Несмотря на их жалобу и последовавшие «указания» руководства спортивной делегации СНГ, изменять заявочный список главный тренер отказался и, как подтвердила практика, в сложившейся ситуация его решение было верным.

## Медалисты
| Дисциплина           | Золото                                                       | Серебро                                                                    | Бронза                                                         |
| Личное первенство    | Польша · Аркадиуш Скшипашек                                  | Венгрия · Аттила Мижер                                                     | Объединённая команда Эдуард Зеновка                            |
| Командное первенство | Польша · Аркадиуш Скшипашек · Дариуш Гоздзяк · Мацей Чижович | Объединённая команда Эдуард Зеновка Анатолий Старостин Дмитрий Сватковский | Италия · Роберто Бомпрецци · Карло Массулло · Джанлука Тиберти |

## Страны
| № | Страна               | Золото | Серебро | Бронза | 4 место | 5место | 6место | Условные очки | Медали |
| 1 | Польша               | 2      | 0       | 0      | 0       | 0      | 0      | 14            | 2      |
| 2 | Объединённая команда | 0      | 1       | 1      | 1       | 0      | 0      | 12            | 2      |
| 3 | Венгрия              | 0      | 1       | 0      | 0       | 1      | 0      | 7             | 1      |
| 4 | Италия               | 0      | 0       | 1      | 0       | 1      | 0      | 6             | 1      |
| 5 | США                  | 0      | 0       | 0      | 1       | 0      | 0      | 3             | 0      |
| 6 | Великобритания       | 0      | 0       | 0      | 0       | 0      | 1      | 1             | 0      |
| 6 | Швеция               | 0      | 0       | 0      | 0       | 0      | 1      | 1             | 0      |

## Результаты

### Личный зачет
| 1  | А. Скржипачек  | Польша               | 5559 |
| 2  | А. Мижер       | Венгрия              | 5446 |
| 3  | Э. Зеновка     | Объединённая команда | 5361 |
| 4  | А. Старостин   | Объединённая команда | 5347 |
| 5  | Р. Бомпрецци   | Италия               | 5326 |
| 6  | Х. Норебринк   | Швеция               | 5321 |
| 7  | М. Георге      | Румыния              | 5293 |
| 8  | Г. Брукхаус    | Великобритания       | 5292 |
| 18 | Д. Сватковский | Объединённая команда | 5217 |

### Командный зачет
| 1 | Польша               | М. Чизович, А. Скржипачек, Д. Гоздзяк    | 16018 |
| 2 | Объединённая команда | А. Старостин, Д. Сватковский, Э. Зеновка | 15924 |
| 3 | Италия               | Д. Тиберти, К. Массулло, Р. Бомпрецци    | 15760 |
| 4 | США                  |                                          | 15649 |
| 5 | Венгрия              |                                          | 15571 |
| 6 | Великобритания       |                                          | 15571 |
| 7 | Франция              |                                          | 15441 |
| 8 | Швеция               |                                          | 15428 |